# Gästriklands valkrets
Gästriklands valkrets var vid valen 1911–1920 till andra kammaren en egen valkrets med fyra mandat. Valkretsen avskaffades vid valet 1921 då hela länet sammanfördes i Gävleborgs läns valkrets. 

## Riksdagsmän

### 1912–vårsessionen 1914
- Olof Olsson, lib s
- Karl Starbäck, lib s
- Erik Leksell, s
- Fabian Månsson, s

### Höstsessionen 1914
- Olof Olsson, lib s
- Johan Andersson, s
- Erik Leksell, s
- Fabian Månsson, s

### 1915–1917
- Olof Olsson, lib s
- Johan Andersson, s
- Erik Leksell, s
- Fabian Månsson, s 1915–1916, s vgr 1917

### 1918–1920
- Olof Olsson, lib s (1918–11/5 1920)
  - Carl Carlsson, lib s (1/6–31/12 1920)
- Johan Andersson, s
- Fabian Månsson, s vgr
- Karl Johan Karlsson, s vgr

### 1921
- Carl Carlsson, lib s
- Carl Johan Högström, s
- Adolv Olsson, s
- Fabian Månsson, s vgr